# Utiaritichthys
Utiaritichthys é um gênero de peixes sul-americanos de água doce.

## Espécies
- Utiaritichthys esguiceroi Pereira & R. M. C. Castro, 2014[2]
- Utiaritichthys longidorsalis Jégu, Tito de Morais & dos Santos, 1992
- Utiaritichthys sennaebragai A. Miranda-Ribeiro, 1937